# Aubert Garcia
Aubert Garcia, né le 7 septembre 1931 à Toulouse (Haute-Garonne) et mort le 21 février 2000 à Toulouse, est un homme politique français, membre du Parti socialiste. 

## Biographie
Fils d'une couturière et d'un électricien, il fait ses études de médecine à l'université de Toulouse. À la suite de son doctorat en médecine, il s'installe, en 1959 à Castéra-Verduzan, dans le département du Gers, pour y être médecin durant une quarantaine d'années. 

## Carrière politique

### Maire de Castéra-Verduzan
Il se présente aux élections municipales, à Castéra-Verduzan, en 1959. Il occupe ce poste durant trente ans, période durant laquelle il doit notamment affronter une destruction partielle du village, en juillet 1997, à la suite d'une inondation. Le 29 mars 1999, il est nommé, par arrêté préfectoral « maire honoraire de Castéra-Verduzan ».

### Ancien sénateur du Gers
Il se présente une première fois aux élections sénatoriales, en seconde position sur la liste d'Henri Tournan, le 28 septembre 1980, sans succès. Il est élu du 24 septembre 1989 au 30 septembre 1998. Inscrit au groupe socialiste, il est nommé vice-président de groupe de 1992 à 1995.

### Conseiller général
Son premier mandat de conseiller général du Gers date de 1979, pour le canton de Valence-sur-Baïse. De 1983 à 1992, il tiendra le poste de vice-président du conseil général du Gers, tout en président la commission des finances du Gers, ainsi que le comité départemental du tourisme et des loisirs .